# Connellita
La connellita es un mineral, cloruro y sulfato de cobre hidratado y con hidroxilos, descubierto en la mina (wheal) Providence, Carbis Bay, Cornualles (Reino Unido). Fue descrito inicialmente  por Artur Connell,  profesor de química en la universidad de St. Andrew, en Edimburgo, Escocia, sin concretar la localidad ni darle nombre.  James Dwight Dana propuso el nombre de connellita en su honor .

## Propiedades físicas y químicas
La connellita aparece como microcristales aciculares o bacilares de color azul intenso, a veces lo suficientemente gruesos para que se pueda determinar su morfología. Forma una serie con la buttgenbachita, que es el equivalente con nitrato en lugar de sulfato, por lo que frecuentemente contiene una cierta proporción de este ion. Es soluble en ácidos y en hidróxido de amonio, pero no en agua.

## Yacimientos
La connellita es un mineral bastante difundido, con unas 300 localidades conocidas en el mundo, pero en casi todos los casos aparece en cantidades  muy pequeñas. Se encuentra asociada a otros minerales secundarios de cobre, como cuprita, malaquita, azurita, calcofilita y spangolita. Son muy estimados los ejemplares encontrados en diversas minas de Cornualles (Reino Unido). En España, se encuentra, entre otros lugares, en Cerro Minado, Huércal-Overa (Almería), en la mina María Josefa, Rodalquilar, Níjar (Almería), y en la mina Novísimo San Fernando, Oliva de Mérida (Badajoz). En Argentina, aparece en la mina Río Agrio, Picunches (Neuquén).